# 梅斯敦 (伊利諾伊州)
梅斯敦（英語：Maeystown）是位於美國伊利諾伊州門羅縣的一個村落。

## 地理
梅斯敦的座標為38°13′32″N 90°14′01″W / 38.22556°N 90.23361°W，而該地最高點為海拔高度143米（即469英尺）。

## 人口
根據2010年美國人口普查的數據，梅斯敦的面積為0.78平方千米，當中陸地面積為0.77平方千米，而水域面積為0.01平方千米。當地共有人口157人，而人口密度為每平方千米201人。